# رسالة في العدالة والنقاش المفتوح
رسالة في العدالة والنقاش المفتوح (بالإنجليزية: A Letter on Justice and Open Debate) تُعرف أيضًا باسم رسالة هاربر هي رسالة مفتوحة تدافع عن حرية التعبير نُشرت على موقع مجلة هاربر في 7 يوليو 2020، مع 153 موقع. تنتقد الرسالة ما أسماها «غير الليبرالية» وتلغي نشر الثقافة عبر المجتمع، والتنديد بالرئيس دونالد ترامب باعتباره «تهديدًا حقيقيًا للديمقراطية».

## خلفية
تولى قيادة الرسالة توماس شاتيرتون ويليامز كاتب هاربر ونيويورك تايمز. لقد كان قلقًا في البداية من أن توقيته قد يتسبب في اعتباره رد فعل على احتجاجات جورج فلويد، التي اعتبرها ردًا شرعيًا على وحشية الشرطة في الولايات المتحدة، لكنه قرر في النهاية نشرها، مستشهداً بأحداث مختلفة مؤخرًا مثل إطلاق نار داود شور. تم إقالة شور بعد رد فعل شعبي عنيف من تغريدة لعمر واسو على تويتر، والتي جادلت بأن الاحتجاج السلمي كان أكثر فاعلية في تشكيل الرأي العام. واجه كاتب وموقع فوكس ماثيو يغليسياس معارضة من زميل عمل المتحول جنسيًا، انتقد الرسالة لتوقيعها من قبل «العديد من الأصوات البارزة المناهضة للمتحولين جنسيًا». شمل ذلك رولينغ التي أثارت الجدل لتعليقاتها على قضايا المتحولين جنسياً.
في المجموع، ساهم حوالي 20 شخصًا في محتويات الرسالة.
لم يعرف الموقعون عمومًا من قام بالتوقيع على الرسالة حتى تم نشرها. تراجعت واحدة على الأقل جينيفر فيني بويلان عن تأييدها، لكن آخرين مثل كاثا بوليت، أعادوا تأكيد دعمهم لمحتويات الرسالة على الرغم من اختلافهم مع بعض الموقعين على قضايا أخرى.

## رد الفعل
أثارت الرسالة ردود فعل متباينة على وسائل التواصل الاجتماعي. في مقال رأي لشبكة سي إن إن أشاد جون أفلون بالرسالة، وكتب: «شيطنة الخلاف المبدئي لا يعزز القيم الليبرالية، إنه يغذي الروايات الحزبية السلبية التي تعتمد عليها إعادة انتخاب ترامب، ويمكن أن يصرف الانتباه عن المروجين الفعليين للكراهية، والرئيس الحالي الذي يقدم سياسات غالبًا ما تكون عنصرية أو معادية للمثليين وكذلك معادية للمهاجرين». في مقال رأي آخر على شبكة سي إن إن، انتقد جيف يانغ الرسالة، وكتب: «من الصعب ألا ترى الرسالة على أنها مجرد تأكيد مكتوب بأناقة للنخبوية وامتياز»، وأن الموقعين «في مواجهة رد الفعل العنيف الناتج، رفضوا الانتقادات ووضعوا أنفسهم كضحايا محاصرين للثقافة الحالية، وحولوا دعمهم للنقاش المفتوح وحرية التعبير إلى مثال على النفاق الصارخ أو الإنارة الغازية». انتقدت مؤسسة الندوة العامة توقيت الرسالة، مشيرة إلى أن الرسالة ألقت باللوم في المقام الأول على ثقافة الإلغاء لتعطيل المحادثات الحرة والمفتوحة في لحظة خلال جورج فلويد والعلاقات العامة، واختبارات أخرى عندما أصبح من الواضح ما هو تأثير المؤسسات في السيطرة على النقاش.
طلبت كيري جرينيدج لاحقًا سحب اسمها من الرسالة، وقد تم ذلك.